# بيلي جيمس
بيلي جيمس (بالإنجليزية: Billy James)‏ (18 أكتوبر 1921 بكارديف في المملكة المتحدة - 27 يوليو 1980) هو لاعب كرة قدم ويلزي في مركز الهجوم.